# Ligne S2 du métro de Nankin
 (décembre 2021).
Si vous disposez d'ouvrages ou d'articles de référence ou si vous connaissez des sites web de qualité traitant du thème abordé ici, merci de compléter l'article en donnant les références utiles à sa vérifiabilité et en les liant à la section « Notes et références ».
La ligne S2 du métro de Nankin (chinois traditionnel : 寧馬城際軌道 ; chinois simplifié : 宁马城际轨道)  est une ligne qui est en construction du métro de Nankin. C'est une ligne sud-nord qui relie le district de Yuhuatai qui est subdivision administrative de la province du Jiangsu avec le district administratif  Dangtu en province de la Anhui. De Xishanqiao à Gare de Dangtu-Sud, la ligne comporte 20 stations et 26,7 km en longueur.

## Histoire
| Section     | Section            | Date d'ouverture | Longueur km | Stations |
| ----------- | ------------------ | ---------------- | ----------- | -------- |
| Xishanqiao  | Gare de Dangtu-Sud |                  | 65.5        | 16       |
| Zhonghuamen | Xishanqiao         |                  | 65.5        | 4        |

## Caractéristiques

### Liste des stations
| Services                     | Nom de station | Nom de station | Nom de station                            | Connexions | Positionne à |
| Services                     | Français       | Chinois        | Anglais                                   | Connexions | Positionne à |
| ---------------------------- | -------------- | -------------- | ----------------------------------------- | ---------- | ------------ |
| Prolongement Sud (en projet) |                |                |                                           |            |              |
| S2-1                         |                | 中華門         | Zhonghuamen Station                       |            |              |
| S2-2                         |                | 鳳臺南路       | Fengtainanlu Station (Fengtai South Road) |            |              |
| S2-3                         |                | 小行           | Xiaohang Station                          |            |              |
| S2-4                         |                | 油坊橋         | Youfangqiao Station                       |            |              |
| Voie mère (en construction)  |                |                |                                           |            |              |
| S2-5                         |                | 西善橋         | Xishanqiao Station                        |            |              |
| S2-6                         |                | 板橋北         | Banqiaobei Station (Banqiao North Road)   |            |              |
| S2-7                         |                | 板橋           | Banqiao Station                           |            |              |
| S2-8                         |                | 板橋南         | Luzhounan Station                         |            |              |
| S2-9                         |                | 寧橋路         | Banqiaonan Station (Banqiao South Road)   |            |              |
| S2-10                        |                | 江寧           | Jiangning Station                         |            |              |
| S2-11                        |                | 翔鳳路         | Xiangfenglu Station (Xiangfeng Road)      |            |              |
| S2-12                        |                | 銅井           | Tongjing Station                          |            |              |
| S2-13                        |                | 慈湖           | Cihu Station                              |            |              |
| S2-14                        |                | 湖北路         | Hubeilu Station (Hubei Road)              |            |              |
| S2-15                        |                | 湖南路         | Hunanlu Station (Hunan Road)              |            |              |
| S2-16                        |                | 雨山東路       | Yunshanlu Station (Yunshan Road)          |            |              |
| S2-17                        |                | 九華路         | Jiuhualu Station (Jiuhua Road)            |            |              |
| S2-18                        |                | 採石河         | Caishihe Station                          |            |              |
| S2-19                        |                | 當塗東站       | Dangtu East Railway Station               |            |              |
| S2-20                        |                | 當塗南站       | Dangtu South Railway Station              |            |              |